# Сеттімо-Роттаро
Сеттімо-Роттаро (італ. Settimo Rottaro, п'єм. Ël Seto Rojé) — муніципалітет в Італії, у регіоні П'ємонт,  метрополійне місто Турин.
Сеттімо-Роттаро розташоване на відстані близько 540 км на північний захід від Рима, 45 км на північний схід від Турина.
Населення — 489 осіб (2014).
Щорічний фестиваль відбувається 3 вересня. Покровитель — San Bononio Abate.

## Демографія
Населення за роками:

Станом на 1 січня 2023 року в муніципалітеті офіційно проживало 25 іноземців з 7 країн, серед них 17 громадян країн Євросоюзу.

## Уродженці
- Амедео Варезе (*1890 — †1969) — італійський футболіст, півзахисник.

## Сусідні муніципалітети
- Ацельйо
- Борго-д'Але
- Каравіно
- Коссано-Канавезе